# ESalud
ESalud, e-Salud o cibermedicina alude a la aplicación de las tecnologías de la información y las comunicaciones (TIC) para la atención de salud, la vigilancia y la documentación sanitaria así como la educación, los conocimientos y las investigaciones en materia de salud. Está definida como “La ciencia que aplica las tecnologías de internet y las redes de cubrimiento globales en la medicina y la salud pública, estudia el impacto e implicaciones de Internet y evalúa los retos y oportunidades de la atención médica”. Se discute la simultaneidad del término con el de cuidados sanitarios informatizados o telemedicina. Sin embargo más que solaparse, estas modalidades se complementan correspondiendo a la eSalud una amplia variedad de servicios situados entre la medicina y los cuidados sanitarios tecnológicamente asistidos.
La eSalud es un avance revolucionario para los profesionales de la salud, mediante la TICs mejor la calidez humana entre el paciente-doctor, buscando mejores procedimiento en el entorno pre-hospitalario y hospitalario. Vadimecum es el catálogo que recoge información estructurada sobre los productos de salud digital.

## Historia
La cibermedicina es una nueva tecnología de la medicina que toma sus raíces de la informática y la salud pública y crea nuevos sistemas computacionales, nuevos equipos, entre otros. Analiza las necesidades y deficiencias de la salud de una población de una ciudad o país. Además, abarca el uso de las tecnologías de redes globales para educar, innovar y comunicar de manera que promuevan la práctica médica, la erudición y la potenciación.

### Antecedentes
Con la llegada de las tecnologías con acceso a Internet se ha podido aumentar el acceso a diferentes servicios y fuentes de información, fue una revolución informática la que le permitió crecer a varias compañías y estructuras de la sociedad en la que los usuarios de todo el mundo comenzaron a tener acceso. Fue entonces cuando varias ideas para desarrollar la tecnología comenzaron a realizarse en relación al mejoramiento de la salud y al acceso a las oportunidades para todos los usuarios a un costo accesible. Cabe mencionar que de las millones de páginas web, hay miles que están dedicadas a la salud, y para cualquier usuario sería imposible leer cada una para obtener información certera y de calidad.
De acuerdo con una encuesta realizada en 1998, 27% de usuarios mujeres y 15% de usuarios hombres, a nivel mundial, consultaron información médica con frecuencia periódica semanal o diaria
Dando un ejemplo en 1996 el acceso a la página web Medline era de 7 millones y en un solo año aumentó a 120 millones.

### Desarrollo
Existen varios servicios que tienen el propósito de revisar que la información que se introduce en internet sea de calidad y veraz, como: "Health on the Net" HON CODE el cual se basa en 8 principios los cuales tienen que cumplir las páginas dirigidas a la salud, sólo las páginas con el sello de HON CODE cumplen con todas las características de una página confiable.
Hay varias páginas y programas dedicados a la salud, ya sean para consultar sobre algún tema, ver el tratamiento, como diagnosticar, noticias, enfermedades, nuevos medicamentos, bases de datos médicos, etcétera. Entre ellos MedScape, Doctor’s Guide, PubMed, MEDLINE y OpenTrials, patrocinado por la OpenKnowledge Foundation.
Para que la cibermedicina pueda funcionar de manera adecuada es necesario:
- Crear un marco legal y principios éticos que aseguren que la información de cada paciente se encuentra segura.
- Crear estándares que garanticen que las herramientas que se utilizarán utilizan el mismo formato y que además, tienen la calidad debida.
- Una adecuada distribución de los recursos con los que se cuenta.
- Capacitación al personal de salud.

## Usos
Se ha logrado con ayuda de la cibermedicina a ingresar píldoras al organismo para detectar enfermedades, las píldoras tienen pequeñas cámaras que ayudan a dar un mejor diagnóstico. Se puede usar como medicina preventiva. Permite la creación de grupos de auto-ayuda para que cada uno de los pacientes sea capaz de expresar su experiencia abiertamente acerca de su padecimiento con otros enfermos
- Historiales Médicos Electrónicos: administración digital de historias clínicas que facilita el archivo, consulta, edición e intercambio de datos de los pacientes entre diversos profesionales sanitarios —centros de salud, hospitales, especialistas, farmacias—.

- Telemedicina: incluye todas las variantes de pruebas físicas y psicológicas que no requieren de la visita presencial del enfermo hasta el especialista. Gracias a este servicio, los pacientes se desplazan menos y aumenta el área de acción del especialista.

- Medicina basada en la evidencia[12] también llamada “medicina basada en pruebas". Rafael Bravo Toledo y Concepción Campos Asensio la definen como “el uso consciente, explícito y juicioso de las mejores y más actuales evidencias o pruebas en la toma de decisiones sobre el cuidado de los pacientes”.[13]

- Difusión de Información orientada al ciudadano: tanto los pacientes como aquellas personas sanas desean ser informados sobre temas médicos.

- Difusión de Información orientada al especialista: servicios de información centrados en las necesidades de los profesionales sanitarios (DSI, clipping, etc.)

- Equipos virtuales de cuidados sanitarios: consiste en grupos de profesionales sanitarios que colaboran y comparten información sobre pacientes a través de equipos digitales (modelo de atención compartida: interfaz entre atención primaria y secundaria en medicina)

### Ventajas
A partir de la Conferencia de Alto Nivel y Exposición eSalud 2006  se destaca que la eSalud:
- Estas aplicaciones son a un bajo costo y/o gratuitas.
- Los médicos tienen la misma información en el mismo momento.
- Hay una participación activa tanto de los médicos como de los pacientes, así como foros en los que se puedan tratar los problemas de salud.
- Gracias al acceso a Internet los usuarios/pacientes pueden buscar consejos de como cuidar su salud.
- Derribará fronteras geográficas, con videoconferencias
- Los pacientes forzaran a los médicos a mantenerse actualizados, para de esta manera recibir la información adecuada y eficaz.
- Permitirá tener una mayor organización de la información que se tiene de cada uno de los pacientes.
- De acuerdo a ciertos códigos, sellos y asociaciones, varias páginas de las que disponen los usuarios son seguras y con información útil y de calidad.

### Desventajas
- Puede haber un mal manejo de la información, o que ésta sea errónea.
- Necesidad de creación de un marco legal en cuanto a lo que implica la implementación de estas tecnologías y el uso de la información.
- Pueden existir aplicaciones a costos altos sin la certeza de tener buena información.
- Resistencia al uso de tecnologías presente en los brindadores de salud.
- Riesgo de globalización.
- La variedad de información con poca calidad que es encontrada en Internet en su mayoría.

### Perspectivas a futuro
- Hospitales virtuales
- Aplicación de cibermedicina en centros de asesoramiento.
- Hospitalización a domicilio
- Servicios móviles de urgencia

## Impacto en la sociedad
Cada vez son más las personas que recurren a Internet para informarse sobre su salud ya sea buscando medicinas o doctores, por ello este nuevo sistema ha tenido repercusiones importantes en el mundo debido a que ha generado un impacto tanto positivo como negativo sobre los usuarios de Internet, debido a la gran cantidad de información a la que tienen acceso y las ventajas que pueden obtener de los mismos, además que debido a que su costo es bajo y accesible, la gran mayoría de la población ha hecho uso de éstos, significa una nueva revolución tecnológica que con el tiempo va a ir tomando más fuerza y relevancia en el mundo de la medicina, logrando así mejorar los servicios y la calidad de la salud.
Como ya ha sido mencionado el impacto que tiene día a día la cibermedicina es de gran magnitud por lo tanto se debe asegurar en su mayoría la calidad de información a la que accede la población ya que puede tener grandes repercusiones por el mal uso de la información obtenida.
Existe un auge del uso de la eSalud desde las instituciones educativas. Pese a las regulaciones en el uso de las pantallas en colegios e institutos en varias comunidades autónomas de España, existen evidencias de su potencial para mejorar el estilo de vida saludable en la población infanto-juvenil desde el ámbito educativo.